# Dorothee von Windheim
Dorothee von Windheim (* 11. Juli 1945 in Volmerdingsen im Kreis Minden) ist eine deutsche bildende Künstlerin.

## Leben
Dorothee stammt aus der briefadeligen Familie von Windheim und studierte von 1965 bis 1971 an der Hochschule für bildende Künste Hamburg als Schülerin von Gotthard Graubner. Anschließend hatte sie von 1971 bis Ende 1975 in Florenz einen ersten Auslandsaufenthalt. In dieser Zeit arbeitete von Windheim im Jahr 1971 als Fresko-Restauratorin im Palazzo Pitti, und sie erhielt von 1971 bis 1972 ein Stipendium des DAAD. Außerdem war sie als Preisträgerin Gast 1975 in der Villa Romana. Von 1977 bis 1980 folgte in Paris ein zweiter Auslandsaufenthalt, der im Jahr 1977 mit einem Stipendium für das Cité Internationale des Arts Paris finanziert wurde. Seit 1981 hat Dorothee von Windheim ein Atelier in Köln.
Nach Gastprofessuren an den Universitäten in Essen und Gießen sowie an der Internationalen Sommerakademie Salzburg lehrt Dorothee von Windheim seit 1989 an der Kunsthochschule Kassel als Professorin für Alte und Neue künstlerische Medien.

## Werk
Die Künstlerin kommt ursprünglich aus der Malerei; und so kennzeichnete sie sich 1988:
„Für mich bedeutet die Berufsbezeichnung weniger Kennzeichen meiner Berufs-Tätigkeit als vielmehr meiner Lebens-Haltung. Ich bin Malerin.“
Von Windheim untersucht in ihren Arbeiten seit den späten 1960er Jahren die Phänomene des Abdrucks und des Abbilds realer Gegenstände. Sie experimentierte mit übereinanderliegenden Tüchern und Papieren, die sie mit Farben und Fetten getränkt, gechlort, gebrannt und gekocht hatte. Die Ergebnisse betrachtete die Künstlerin als eine Projektion eigener Körperbefindlichkeit in das Material hinein.
Doch vor ihrem Florentiner Aufenthalt vergrub sie im Jahr 1971 ihr letztes Gemälde. Während ihrer Zeit in Florenz entwickelte Dorothee von Windheim unter Anwendung des Strappo-Verfahrens ihre eigene künstlerische Spurensicherung: Sie löste Fassadenteile im Fortezza da Basso ab – in jenem Monument, das Alessandro de’ Medici errichten ließ.
Seitdem arbeitet sie auf den Gebieten der Fotografie, Selbstporträts und Tuchabdrücke vom eigenen Körper. Sie bekennt sich in ihrer Arbeitsweise zur Konzeptkunst.

## Mitgliedschaft

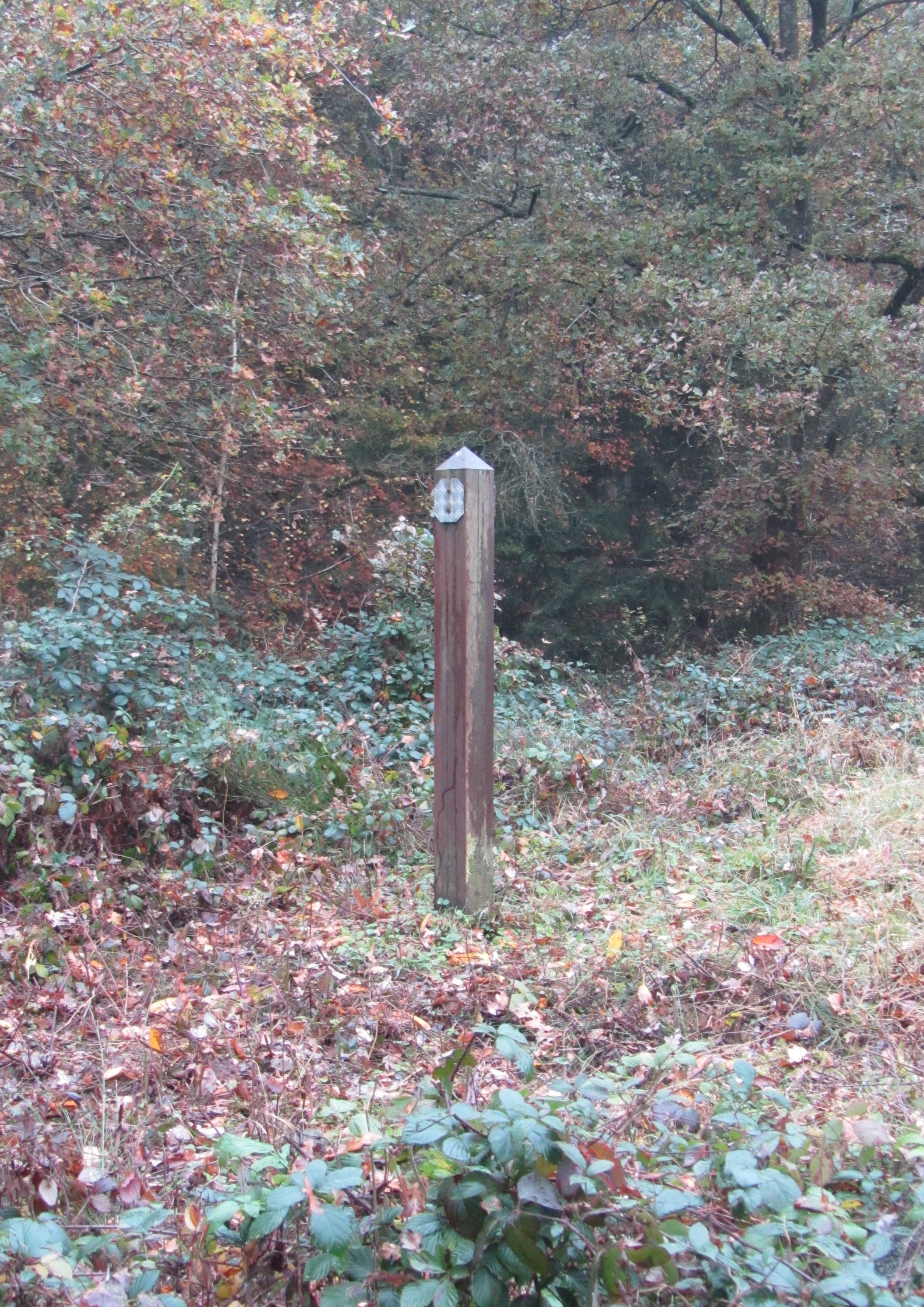
Ohne Titel, Stahlskulptur (1987/88), ehemals mit gelbem Sandstein, Straße der Skulpturen, St. Wendel (Saarland)

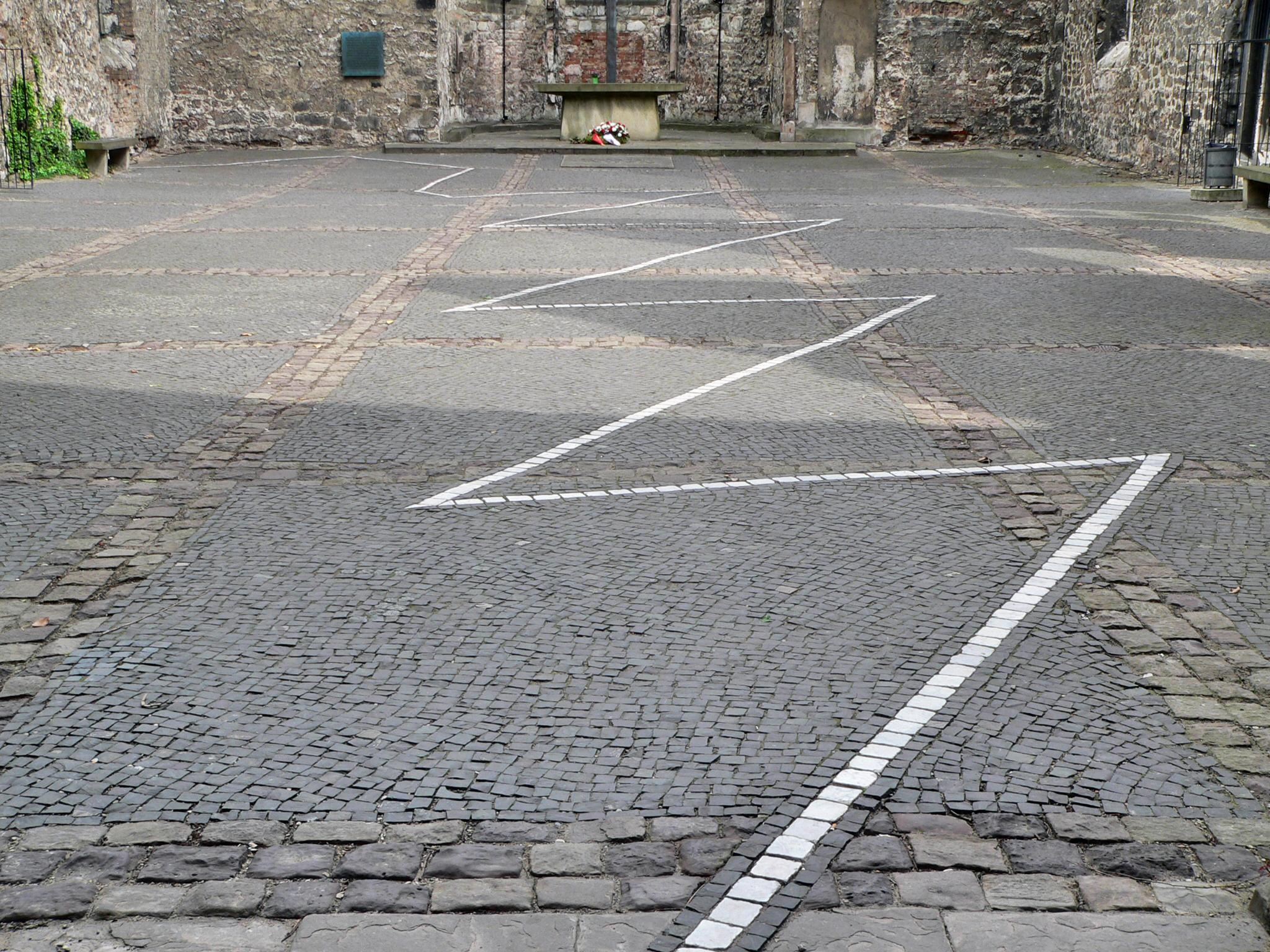
„Schattenlinie“ (1993), in der Ruine der Aegidienkirche, Hannover

- Seit 2000: Mitglied der Akademie der Künste in Berlin.

## Ausstellungen (Auswahl)
Einzelausstellungen sind mit einem »E« gekennzeichnet.
- 1977: documenta 6, Kassel
- 1979: Kunsthalle zu Kiel,E Schleswig-Holsteinischer KunstvereinE
- 1991: Museum Abteiberg, MönchengladbachE
- 1996: Museum Wiesbaden
- 1995: Kunstverein Augsburg
- 2002: Heidelberger Kunstverein
- 2003: Akademie der Künste, Berlin;E Neues Museum Weserburg, BremenE
- 2007: Museum am Ostwall, DortmundE,[3]
- 2015: Schloss RheinsbergE

## Auszeichnungen
- 1975: Villa Romana-Preis
- 1978: Kunstpreis der Böttcherstraße, Bremen
- 1988: Will-Grohmann-Preis der Akademie der Künste, Berlin
- 1996: Maria Sibylla Merian-Preis
- 1998: Gebhard-Fugel-Kunstpreis

## Veröffentlichungen
- Ich mache mir kein Bildnis. In: Bredeck, Michael / Neubrand, Maria (Hrsg. unter Mitarbeit von Jochen Hermann Vennebusch): Wahrnehmungen. Theologie – Kirche – Kunst. Festschrift für Josef Meyer zu Schlochtern. Paderborn 2010, S. 287–300.
- Bild – Abbild – Abdruck – Abnahme. In: Stoff. Malerei, Plastik, Installation. Katalog zur Ausstellung Galerie Albstadt. Albstadt 2002.
- Grenzsituationen. In: Künstlerinnen stellen sich vor. Lili Fischer, Rune Mields, Mechthild Nemeczek, Dorothee von Windheim. Kassel 1984.
- Arboretum. Über Bäume. Wienand, Köln 2003, ISBN 978-3-87909-827-9
- Dorothee von Windheim – Auf der Suche nach (Ab)bildern von Wirklichkeit: Zwei Werkgruppen im Kontext von Spurensicherung und Erinnerungskultur (Dissertation von Mona Mollweide-Siegert). VDG-Verlag, Weimar, 2008, ISBN 978-3-89739-609-8